# Сибирска платформа
Сибирската платформа е най-древната плоча в средната част на Северна Азия.
Разположена е на североизток от Евразийската плоча. Тя е и сред най-старите части на земната кора. Фундаментът ѝ се е образувал в Архая, като впоследствие многократно е заливана от морета, които са отложили мощни утаечни пластове.
Западната граница на платформата е по долината на река Енисей, северната - по южните очертания на планината Биранга, на изток е ограничена от долината на река Лена, от югоизток – от южните покрайнини на хребета Джугджур, от югозапад – от Главния източносаянски разлом.